# Billie Mae Richards
Pour les articles homonymes, voir Richards et Billie.
Billie Mae Richards est une actrice canadienne née le 21 novembre 1921, et décédée le 10 septembre 2010.

## Filmographie
- 1964 : Rudolph, the Red-Nosed Reindeer (TV) : Rudolph (voix)
- 1965 : Willie McBean & His Magic Machine : Willie McBean (voix)
- 1966 : The Daydreamer
- 1966 : King Kong (série TV) : Billy Bond (voix)
- 1966 : Gammera the Invincible : Toschio (voix)
- 1974 : The Undersea Adventures of Captain Nemo (série TV) : Chris / Robbie (voix)
- 1976 : Rudolph's Shiny New Year (TV) : Rudolph (voix)
- 1978 : Jailbait Babysitter
- 1979 : Rudolph and Frosty's Christmas in July (TV) : Rudolph (voix)
- 1985 : Les Bisounours, le film (The Care Bears Movie) : Grosbisou (voix)
- 1986 : Les Bisounours 2 : Une nouvelle génération : Grosbisou (voix)
- 1991 : Les Apprentis voyous (The Big Slice) : Lady Overboard
- 1997 : Melanie Darrow (TV) : Ma Harper
- 1998 : Shadow Builder : Mrs. Butterman
- 2001 : Bluehair : Peg
- 2004 : Care Bears: Forever Friends (vidéo) : Toumalin le raton